# DTAC

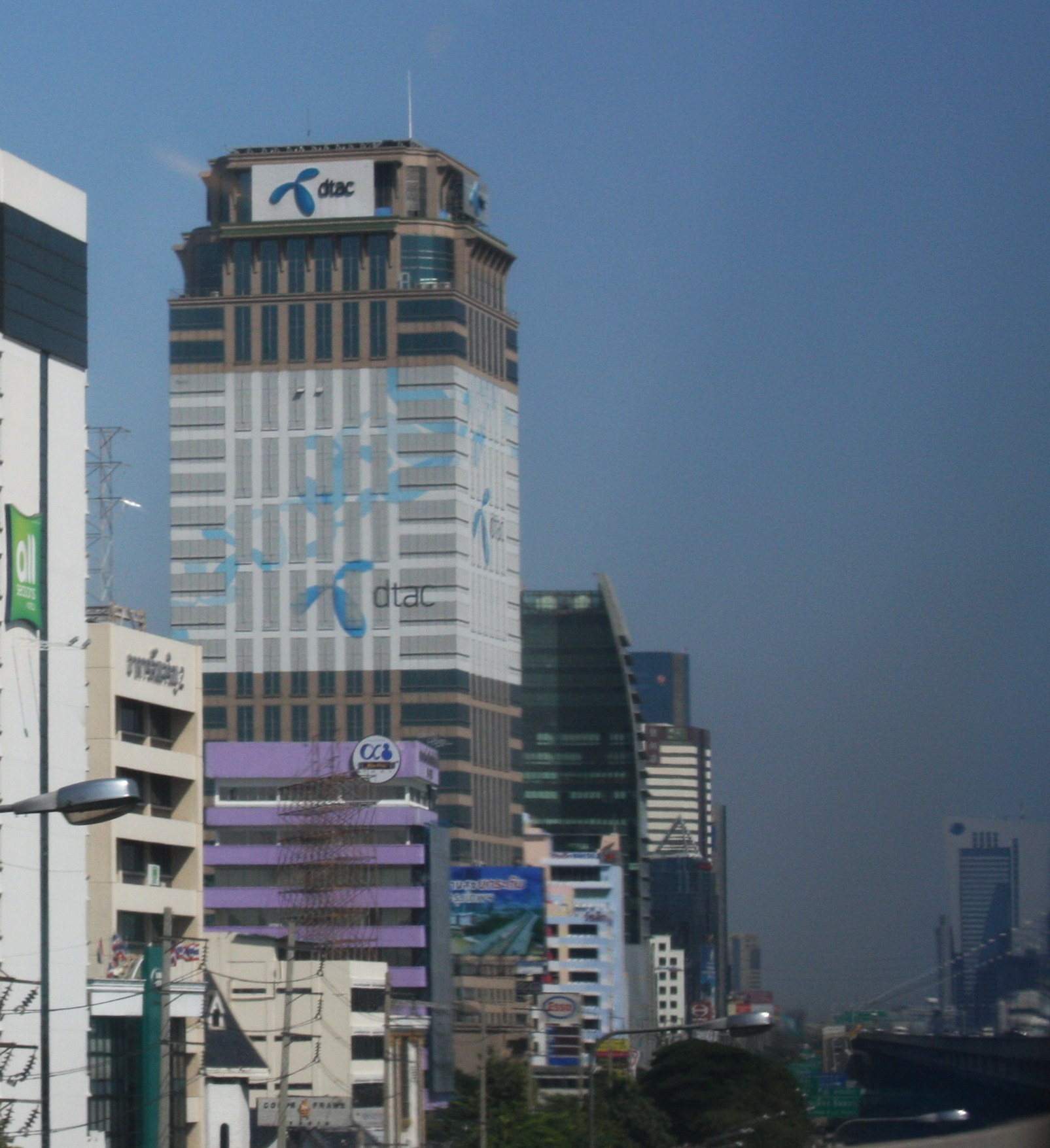
Sitz der DTAC in Bangkok

DTAC (Total Access Communication Public Company Limited) ist der zweitgrößte Mobilfunkanbieter in Thailand und gehört zur Telenor-Gruppe. Die Gründung des Unternehmens erfolgte 1989. Das Marktkapital liegt bei etwas mehr als 100 Milliarden Baht.
DTAC bietet neben GSM und GPRS auch EDGE, AMPS, 3G, 4G LTE und 5G an. Roaming-Abkommen sind mit 147 Ländern abgeschlossen worden.
Ende 2009 hatte DTAC (im Logo als dtac geschrieben) mit 19,7 Millionen Kunden rund 30 % Marktanteil im thailändischen Mobilfunkmarkt. Geschäftsführer ist der Norweger Tore Johnsen. Das Geschäftsjahr endet mit dem 31. Dezember. Die Bilanzprüfungen werden von Ernst & Young durchgeführt.